# ۶۷۱ (خورشیدی)
۶۷۱ ششصد و هفتادمین سال هجری خورشیدی است.